# Pont-Trambouze
Pont-Trambouze – miejscowość i dawna gmina we Francji, w regionie Owernia-Rodan-Alpy, w departamencie Rodan. W 2013 roku jej populacja wynosiła 477 mieszkańców. 
W dniu 1 stycznia 2016 roku z połączenia trzech ówczesnych gmin – Cours-la-Ville, Pont-Trambouze oraz Thel – utworzono nową gminę Cours. Siedzibą gminy została miejscowość Cours-la-Ville. 